# Paniónios BC (féminin)
Pour le club masculin, voir Paniónios BC.
Le Paniónios BC (en grec Πανιώνιος Γυμναστικός Σύλλογος Σμύρνης) est un club féminin de basket-ball grec situé à Néa Smýrni dans la banlieue d’Athènes. Le club qui appartient à l'élite est l'une des sections du club omnisports le Paniónios GSS.

## Palmarès
- Champion de Grèce : 2007

## Entraîneurs successifs
- Níkos Marínos

## Joueuses célèbres ou marquantes
- María Samoroúkova
- Erin Buescher
- Erin Thorn